# Монтегю, Джордж, 1-й герцог Монтегю
Джон Монтегю (англ. George Montagu; 26 июля 1712, Лондон, Великобритания — 23 мая 1790, там же) — британский аристократ, 4-й граф Кардиган с 1732 года, 1-й маркиз Монтермер и 1-й герцог Монтегю с 1766 года, 1-й барон Монтегю из Боутона с 1786 года, кавалер ордена Подвязки с 1762 года (первый, принятый в орден заочно). Родился в семье Джорджа Браднелла, 3-го графа Кардигана, учился в Оксфорде, где получил в 1730 году степень магистра искусств. В 1749 году принял фамилию тестя — Джона Монтегю, 2-го герцога Монтегю. В 1776 году был назначен гувернёром принца Уэльского (впоследствии короля Геога IV) и его брата Фредерика, епископа Оснабрюкского (впоследствии герцога Йоркского и Олбани). К моменту смерти в 1790 году герцог занимал посты главного конюшего, губернатора и капитана Виндзорского замка, лорда-лейтенанта Хантингдоншира, президента Лондонского госпиталя и Общества искусств, заседал в Тайном совете.
Сэр Джон пережил единственного сына. Герцогский титул после его смерти вернулся короне, графский перешёл к брату Джеймсу, а баронский вместе с личным имуществом герцога — к младшему сыну дочери сэра Джона от Джона Скотта, 3-го герцога Баклю.

## Семья
Джордж Монтегю был женат с 1730 года на Мэри Монтегю, дочери Джона Монтегю, 2-го герцога Монтегю, и Мэри Черчилль. В этом браке родились:
- Джон (1734/35 — 1770), 1-й барон Монтегю из Боутона[5];
- Элизабет (1743—1827), жена Генри Скотта, 3-го герцога Баклю[6][7].